# Мерцание звёзд
Мерцание звёзд — случайные изменения света звёзд, обусловленные, главным образом, турбулентностью атмосферы — аномальной атмосферной рефракцией.
Амплитуда изменений блеска во время мерцания очень зависит от состояния атмосферы и увеличивается с ростом зенитного расстояния. Вблизи горизонта изменения блеска могут достигать одной звездной величины, иногда и больше. Также вблизи горизонта типичным является цветное мерцание, то есть изменение цвета звезды, для ярких звезд заметно даже невооруженным глазом. Частота мерцания лежит в диапазоне от одного герца до сотен герц, но наибольшие амплитуды характерны для узкого диапазона 3—15 Гц.
Во время телескопических наблюдений с большими объективами эффект сглаживается, но остается существенным препятствием для точных астрометрических наблюдений.
Следует заметить, что мерцание касается именно звёзд. Планеты не склонны к мерцанию. Это обусловлено тем, что угловой размер планетных дисков хоть и не различается невооруженным глазом, однако он намного больше, чем у отдаленных звёзд: последние выглядят как точки даже в самых мощных астрономических инструментах. Поэтому когда яркость одних частей планетного диска усиливается мерцанием, яркость других слабеет, и общий блеск планеты остается почти постоянным.